# Cochylidichnium amulanum
Cochylidichnium amulanum är en fjärilsart som beskrevs av Józef Razowski 1986. Cochylidichnium amulanum ingår i släktet Cochylidichnium och familjen vecklare. Inga underarter finns listade i Catalogue of Life.